# إنديانابوليس 500 سنة 1926
سباق إنديانا بوليس -500 ميل 1926 أقيم في حلبة إنديانابوليس موتور سبيدواي في 31 مايو 1926 وفاز في السباق فرانك لوكهارت من فريق بيتر كريس بمتوسط سرعة 95.904 ميل/س (154.343 كم/س).
وكان أول المنطلقين إيرل كوبر بسرعة 111.735 ميل/س (179.820 كم/س).